# Dominika Škorvánková
Dominika Škorvánková (Dunajská Lužná, 21 agosto 1991) è una calciatrice slovacca, centrocampista del Como e della nazionale slovacca.
Nella sua carriera ha giocato, oltre che in patria, all'inizio, vincendo con lo Slovan Bratislava quattro campionati e tre coppe nazionali, anche in Austria, con il Neulengbach, vincendo due campionati, in Germania, con Sand e poi Bayern Monaco, e approdando infine in Francia al Montpellier.
Dopo la trafila delle nazionali giovanili, debutta nella nazionale maggiore nel 2009, disputando, senza ancora riuscire, al 2020, ad accedere a una fase finale, a tre qualificazioni ai campionati europei e ad altrettanti mondiali.

## Carriera

### Club

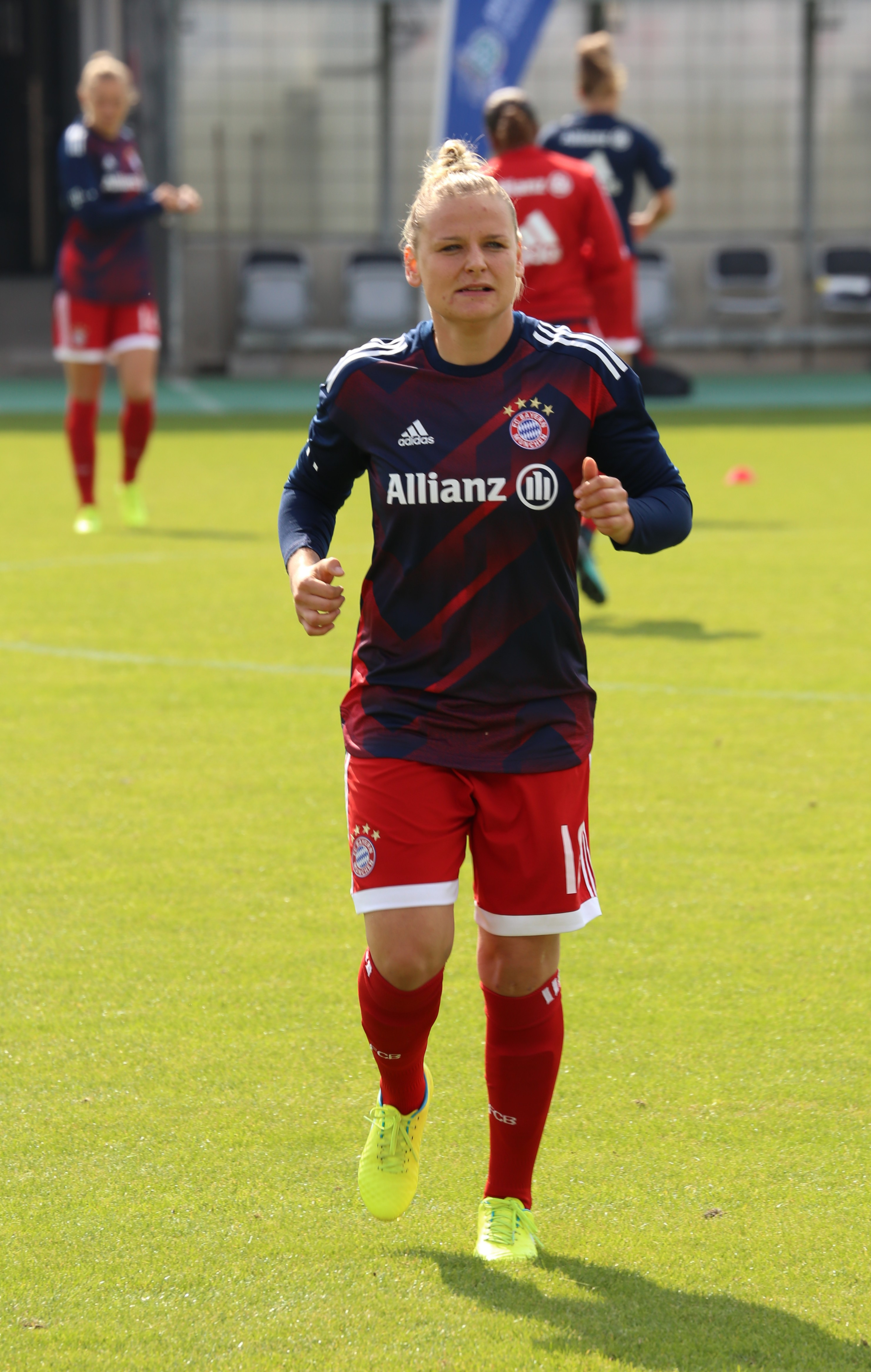
Škorvánková con la maglia del nel settembre 2017.

Škorvánková si avvicina la calcio fin da giovanissima, iniziando a giocare nell'OFK Dunajská Lužná, società della città del distretto di Senec dove cresce con i genitori. Nell'estate del 2005 si trasferisce allo Slovan Bratislava, che in quella data aveva appena istituito la sua sezione di calcio femminile, iniziando a giocare nelle sue formazioni giovanili, dove rimane fino al 2008, mentre già dal 2007 è aggregata alla squadra titolare che disputa la 1. liga žien, massimo livello del campionato nazionale di categoria. Le prestazioni espresse la indicano come una delle calciatrici nazionali più promettenti del tardo decennio, impressioni confermate nella stagione 2008-2009 dove al termine del campionato viene nominata calciatrice dell'anno. In questo periodo, grazie ai risultati in campionato che consentono allo Slovan Bratislava di accedere alla UEFA Women's Champions League, Škorvánková ha l'occasione di disputare il suo primo trofeo internazionale per squadre di club.
Dopo quattro stagioni con il club di Bratislava, il 1º luglio 2012 si trasferisce, assieme alla sua compagna di nazionale Lucia Haršányová, alle campionesse d'Austria del Neulengbach. Nella sua prima stagione è scesa in campo in tutte le 18 partite di campionato, andando a rete in 8 occasioni, debuttando in campionato il 5 agosto 2012, nella vittoria in trasferta per 14-0 sull'SG FC Bergheim/USK Hof, incontro dove segna anche le sue prime marcature in ÖFB Frauen Bundesliga, quelle dei parziali 3-0 al 20' e 8-0 al 50'. Nuovamente le sue prestazioni sportive la pongono all'attenzione del settore e nel gennaio 2013 venne inserita dagli allenatori della Bundesliga nella lista della squadra ideale della prima metà della stagione 2012-2013.
Nell'estate 2015 coglie l'occasione per disputare un nuovo campionato estero, trasferendosi al Sand insieme alla connazionale Jana Vojteková per giocare in Frauen-Bundesliga, livello di vertice del campionato tedesco. Debutta con la nuova squadra già dalla 1ª giornata di campionato, il 30 agosto 2015, nella vittoria casalinga per 4-0 con il Bayer Leverkusen, incontro dove va anche a segno per la prima volta marcando al 25' la rete del parziale 2-0. Rimane legata alla società per due stagioni, condividendo con le compagne in entrambe il raggiungimento della quota salvezza e arrivando a disputare la finale della Coppa di Germania di categoria (DFB-Pokal der Frauen), perdendole entrambe con il Wolfsburg, per 2-1 sia nell'edizione 2015-2016 che in quella successiva.
Durante la successiva sessione estiva di calciomercato annuncia il suo trasferimento al Bayern Monaco, sottoscrivendo un contratto che la lega alla società di Monaco di Baviera dalla stagione entrante fino al 30 giugno 2019. Debutta con la nuova maglia il 2 settembre 2017, 1ª giornata di campionato, nella vittoria esterna con l'SGS Essen, entrando in sostituzione di Melanie Leupolz al 62', mentre per la sua prima rete deve aspettare il 27 maggio 2018 (21ª giornata) nella vittoria per 2-1 nella partita casalinga contro il Wolfsburg, dove in quell’occasione apre le marcature al 18'. Dopo il prolungamento del contratto gioca la sua terza stagione con il Bayern, collezionando in tutto 81 presenze, con 8 reti, in campionato, alle quali si aggiungono le 8 in Coppa di Germania e le 13, con 2 reti, in Champions League.
Per la stagione 2020-2021 viene ingaggiata dal Montpellier, club francese che disputa la Division 1 Féminine.
Il 2 agosto 2023 viene annunciato il suo trasferimento a titolo definitivo al Como, in Serie A.

## Statistiche

### Presenze e reti nei club
Statistiche aggiornate al 2 febbraio 2025.
| Stagione             | Squadra              | Campionato           | Campionato | Campionato | Coppe nazionali | Coppe nazionali | Coppe nazionali | Coppe continentali | Coppe continentali | Coppe continentali | Altre coppe | Altre coppe | Altre coppe | Totale | Totale |
| Stagione             | Squadra              | Comp                 | Pres       | Reti       | Comp            | Pres            | Reti            | Comp               | Pres               | Reti               | Comp        | Pres        | Reti        | Pres   | Reti   |
| -------------------- | -------------------- | -------------------- | ---------- | ---------- | --------------- | --------------- | --------------- | ------------------ | ------------------ | ------------------ | ----------- | ----------- | ----------- | ------ | ------ |
| 2015-2016            | Sand                 | BL                   | 17         | 3          | CG              | 6               | 1               |                    | -                  | -                  |             | -           | -           | 23     | 4      |
| 2016-2017            | Sand                 | BL                   | 14         | 3          | CG              | 4               | 1               |                    | -                  | -                  |             | -           | -           | 18     | 4      |
| Totale Sand          | Totale Sand          | Totale Sand          | 31         | 6          |                 | 10              | 2               |                    | -                  | -                  |             | -           | -           | 41     | 8      |
| 2017-2018            | Bayern Monaco        | BL                   | 18         | 1          | CG              | 2               | 0               | UWCL               | 2                  | 0                  |             | -           | -           | 22     | 1      |
| 2018-2019            | Bayern Monaco        | BL                   | 16         | 1          | CG              | 4               | 0               | UWCL               | 8                  | 2                  |             | -           | -           | 28     | 3      |
| 2019-2020            | Bayern Monaco        | BL                   | 16         | 0          | CG              | 2               | 0               | UWCL               | 4                  | 0                  |             | -           | -           | 22     | 0      |
| Totale Bayern Monaco | Totale Bayern Monaco | Totale Bayern Monaco | 50         | 2          |                 | 8               | 0               |                    | 13                 | 2                  |             | -           | -           | 71     | 4      |
| 2020-2021            | Montpellier          | D1                   | 18         | 3          | CF              | -               | -               |                    | -                  | -                  |             | -           | -           | 18     | 3      |
| 2021-2022            | Montpellier          | D1                   | 22         | 1          | CF              | 3               | 2               |                    | -                  | -                  |             | -           | -           | 25     | 3      |
| 2022-2023            | Montpellier          | D1                   | 18         | 2          | CF              | 2               | 0               |                    | -                  | -                  |             | -           | -           | 20     | 2      |
| Totale Montpellier   | Totale Montpellier   | Totale Montpellier   | 58         | 6          |                 | 5               | 2               |                    | -                  | -                  |             | -           | -           | 63     | 8      |
| 2023-2024            | Como                 | A                    | 21         | 4          | CI              | -               | -               |                    | -                  | -                  |             | -           | -           | 21     | 4      |
| 2024-2025            | Como                 | A                    | 9          | 1          | CI              | 1               | 0               |                    | -                  | -                  |             | -           | -           | 10     | 1      |
| Totale Como          | Totale Como          | Totale Como          | 30         | 5          |                 | 1               | 0               |                    | -                  | -                  |             | -           | -           | 31     | 5      |
| Totale carriera      | Totale carriera      | Totale carriera      | 169        | 19         |                 | 24              | 4               |                    | 13                 | 2                  |             | -           | -           | 206    | 25     |

## Palmarès
- Campionato austriaco: 2

Neulengbach: 2012-2013, 2013-2014
- Campionato slovacco femminile: 4

Slovan Bratislava: 2008-2009, 2009-2010, 2010-2011, 2011-2012
- Coppa di Slovacchia femminile: 3

Slovan Bratislava: 2009, 2011, 2012